# فانا أسبا
فانا أسبا (بالإنجليزية: Vana-Aespa)‏ هي قرية تقع في إستونيا في Kohila Parish.